# Petr Pipa
Petr Pipa (* 12. Juni 1964) ist ein ehemaliger slowakischer Langstreckenläufer.

## Leben
1990 wurde er Tschechoslowakischer Meister im 10.000-Meter-Lauf. Bei den Crosslauf-Weltmeisterschaften 1991 kam er auf Platz 134, nachdem er im Vorjahr den 174. Rang belegt hatte. 
Beim Marathon der Leichtathletik-Weltmeisterschaften 1993 in Stuttgart kam er, nun für die Slowakei startend, auf den 29. Platz. Im Jahr darauf wurde er als Gesamtsieger des Košice-Marathons nationaler Meister. 1995 wurde er Achter beim Hamburg-Marathon, den er im darauffolgenden Jahr gewann. Bei den Halbmarathon-Weltmeisterschaften 1997 in Košice lief er auf dem 73. Platz ein.

## Persönliche Bestzeiten
- 10.000 m: 29:08,72 min, 15. Juni 1991, Jablonec
- Halbmarathon: 1:04:42 h, 4. Oktober 1997, Košice
- Marathon: 2:14:50 h, 30. April 1995, Hamburg